# 康拉德·阿登纳
康拉德·赫爾曼·約瑟夫·阿登纳（德語：Konrad Hermann Joseph Adenauer，德語發音：[ˈkɔnʁaːt ˈhɛɐman ˈjoːzɛf ˈaːdənaʊɐ]，1876年1月5日—1967年4月19日），生于德意志帝國科隆，逝世于西德莱茵-勒恩多夫（Rhein-Rhöndorf）。二戰前曾以天主教中央黨身份擔任科隆市長十餘年，戰后當選首位西德總理、德国基督教民主联盟黨魁，著名政治家、法学家。
艾德諾致力於以市場為基礎的社会体制，將西德的經濟從第二次世界大戰的廢墟中，恢復到歐洲的中心地位，與他的經濟部长路德維希·艾哈德一同打造了德國經濟奇蹟。自1955年以來，艾德諾一直是重建西德國家軍事力量（聯邦國防軍）的動力；他反對東德，並成功使西德加入北約。
二戰前艾德諾就已經是魏瑪共和國的主要政治人物，曾擔任科隆市長（1917-1933）和普魯士國務委員會主席（1922-1933）。

## 生平

### 早年生活和教育

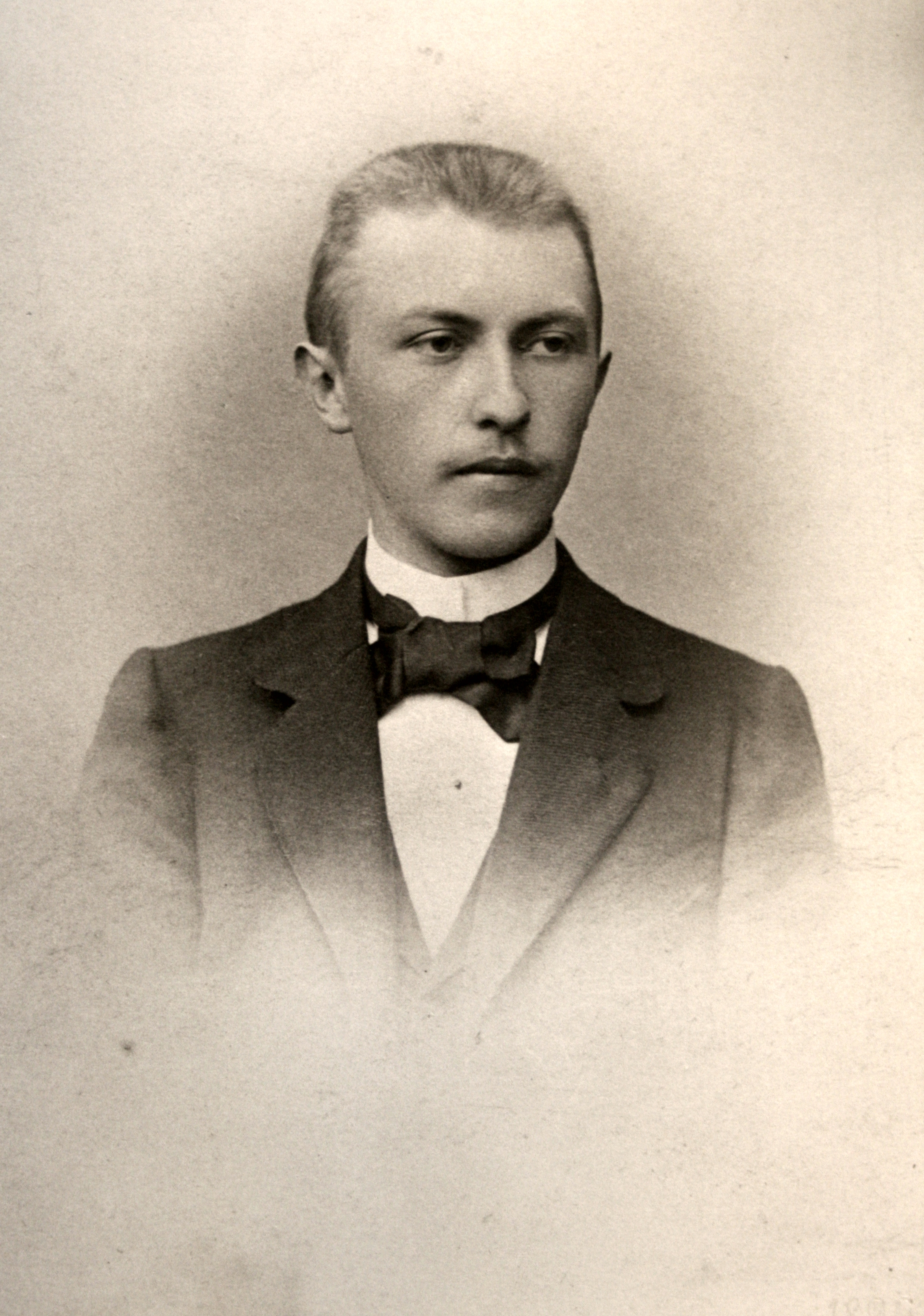
康拉德·艾德諾（1896年）

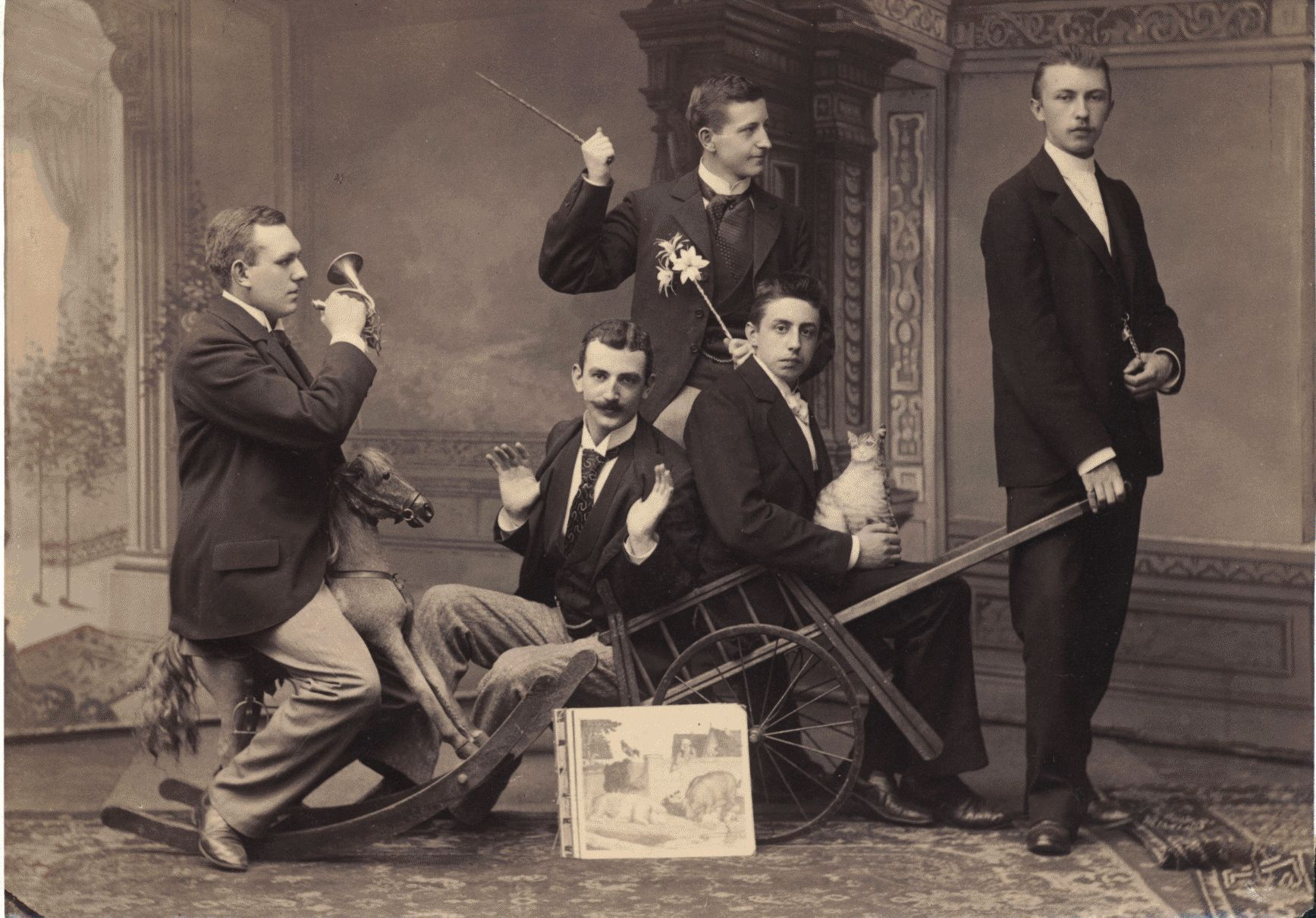
學生時代的艾德諾（最右側者，1896/97年）

1876年1月5日，康拉德·艾德諾出生於萊茵普魯士科隆，是約翰·康拉德·艾德諾（Johann Konrad Adenauer，1833–1906）和海倫娜·內·夏芬堡（Helene née Scharfenberg，1849–1919）五個孩子中的第三位；他的兄弟姊妹有奧古斯特（August，1872–1952）、約翰內斯（Johannes，1873–1937）、莉莉（Lilli，1879–1950）和伊莉莎白（Elisabeth，於1880年出生後不久死亡）。「文化鬥爭」對青年時期的艾德諾影響深遠，這與雙親相關的經歷使他終生厭惡「普魯士主義」，並使他像19世紀的許多其他萊茵蘭天主教徒一樣，深深地怨恨萊茵蘭被劃入普魯士。
1894年，艾德諾開始在弗莱堡大学、慕尼黑大学和波恩大學學習法律和政治；他在波恩是波恩天主教學生社團「阿爾米尼亞」（Katholischer Studentenverein Arminia Bonn）之下的幾個羅馬天主教學生協會的成員。1896年20歲時，他被徵入了德國軍隊，但由於從小經歷過的慢性呼吸問題沒有通過體格檢查。他於1900年畢業，之後在科隆的法庭擔任律師，在赫爾曼·考森（Hermann Kausen）的事務所任職。
據艾德諾所認識的法國著名草藥家莫里斯·梅塞蓋表示，他對草藥的使用非常感興趣。艾德諾將晚年的健康狀況歸功於晚上攝入大麥水，還有玉米柱頭、錦葵、鼠尾草和黃玫瑰，用以治療咳嗽；根據梅塞蓋的說法，雖然艾德諾對各種植物有廣泛的知識，但這些就是他最喜歡的藥用植物。艾德諾同意Mességué的觀點，即植物必須沒被噴灑，也不能人為過度生長；他告訴梅塞蓋，他將自己的健康歸功於「植物、自然」。
艾德諾在義大利的硬地滾球比賽中找到了放鬆和享受的樂趣，在其漫長的政治生涯中持續玩這個遊戲。他最喜歡的度假地點是在義大利的卡代納比亞，一座俯瞰科莫湖的租賃別墅，後來這裡成為康拉德·艾德諾基金會會議中心，由艾德諾的政黨德國基督教民主聯盟（CDU）建立的政治基金會。
1904年1月與第一任妻子艾瑪·維耶爾（Emma Weyer）結婚，這段婚姻一直持續到1916年艾瑪過世為止。1919年艾德諾再婚。

### 科隆的領導者

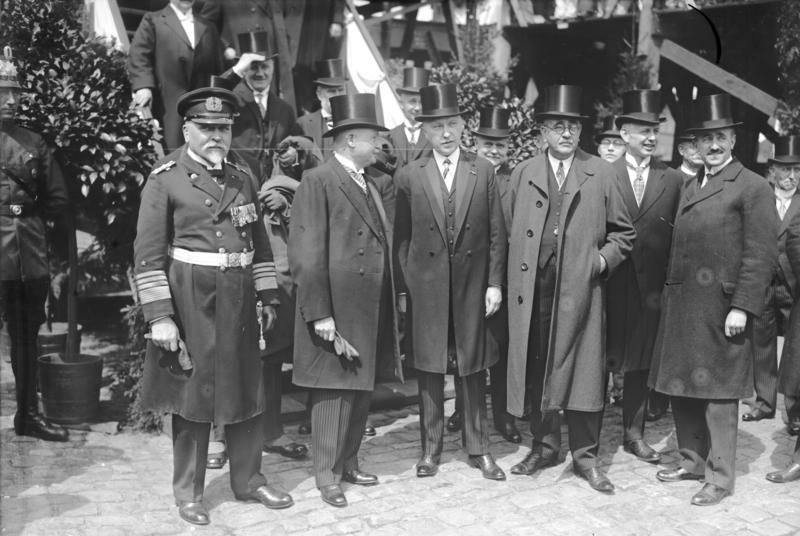
在1928年的威廉港，當新巡洋艦被以他的家鄉城市命名為“科隆号”時，出席儀式的艾德諾（位於中心者；最左側為漢斯·曾克爾海軍上將，左二為國防部長威廉·格勒納，右側為漢諾威最高主席古斯塔夫·諾斯克）

作為虔誠的天主教徒，艾德諾於1906年加入天主教保守政黨中央黨，3月獲得中央黨提名成為科隆市議員，同年父親逝世；1909年10月，他被中央黨提名並當選科隆市第一議員暨副市長，1914年時科隆已成長為超過63萬人口的工業大都市。為了避免當時頗具吸引力的極端政治活動，艾德諾重視資產階級的禮儀、勤奮、秩序、基督教的道德和價值觀，致力於消除混亂、無效率、非理性和政治上的不道德行為。
1917年9月18日科隆市議會選舉艾德諾出任為期12年的科隆市長，10月18日就職，艾德諾以當時41歲之齡成為德國最年輕的市長；之後艾德諾連任，從1917年出任科隆市市長，一直到1933年為止。1918年德皇威廉二世徵召艾德諾成為普魯士貴族院的成員。
艾德諾在第一次世界大戰中領導科隆，與軍隊緊密合作，以最大限度地發揮西部前線後方供應和運輸基地的作用；他特別關注民用食品供應，使其避免1918-1919年期間困擾大多數德國城市的嚴重食物短缺。面對舊政權的崩潰和1918年底革命和廣泛混亂的威脅，艾德諾利用他與社會民主黨的良好合作關係在科隆保持控制。
在1919年2月1日的一次演講中，艾德諾呼籲解除普魯士，並讓普魯士萊茵蘭州成為「帝國」（Reich）中一個新的自治「州」（Land）。他聲稱這是防止法國吞併萊茵蘭地區的唯一辦法；「帝國」和普魯士政府都完全反對艾德諾打散普魯士的計劃。在1919年6月凡爾賽條約提交給德國時，艾德諾再次向柏林建議他關於萊茵蘭自治州的計劃，該計劃又被「帝國」政府拒絕。
在戰後的英國占領期間，艾德諾繼續擔任市長，並與英軍當局建立了良好的工作關係，用他們來中和在該市已經成為左翼權力基礎的工人和軍人委員會。在威瑪共和國期間，他從1921年至1933年擔任普魯士國務委員會主席（Preußischer Staatsrat），這是普魯士各省在其議會中的代表。
自1906年以來，中央黨內部的一場重大辯論涉及中央黨是否應該「離開塔樓」（即允許新教徒加入成為一個多信仰政黨）或「留在塔樓」 （即繼續維持為天主教政黨）。艾德諾是「離開塔樓」的主要倡導者之一，進而導致他在1922年的天主教徒日中與樞機主教Michael von Faulhaber發生戲劇性衝突，後者公開譴責艾德諾希望將中央黨「帶出塔樓」。
1923年10月中旬，總理古斯塔夫·施特雷澤曼宣布柏林將停止對萊茵蘭的所有財政支付，而且用以取代現在毫無價值的「馬克」的「地產抵押馬克」將不會在萊茵蘭流通。為了挽救萊茵蘭的經濟，艾德諾在1923年10月底與法國高級專員Paul Tirard開了一次會議，讓萊茵河共和邦與法國進行經濟聯盟，實現法德和解，艾德諾稱其為「大計劃」；與此同時，他堅持希望地產抵押馬克仍然可以在萊茵蘭流通。施特雷澤曼使艾德諾的計畫化為泡影，他堅決反對後者的「大計劃」，認為這接近叛國。
1926年，中央黨建議艾德諾出任總理，令他頗感興趣；但德國人民黨堅持，若要加入艾德諾領導下的聯盟，條件之一是古斯塔夫·施特雷澤曼能繼續擔任外交部長，而他最終拒絕了這一提議。艾德諾不喜歡施特雷澤曼，因為他「太普魯士」；拒絕這個條件，也表示他失去了在1926年成為總理的機會。

### 納粹黨統治下
1930年至1932年，納粹黨接連在全國及地方選舉上取得勝利，身為科隆市長的艾德諾，仍然相信改善國民經濟將使他的戰略奏效：無視納粹並專注於共產主義的威脅，即便他已經成為激進人身攻擊的目標。1933年1月30日，在納粹的政治操弄下，年邁的總統興登堡任命阿道夫·希特勒為德國總理。
納粹黨掌權後，艾德諾拒絕與納粹合作，1933年2月17，總理希特勒到科隆從事競選活動時，艾德諾拒絕去機場迎接，並禁止在城市橋樑上懸掛納粹旗幟。1933年3月12日，中央黨在科隆的地方選舉中被擊敗，1933年3月13日，艾德諾被解除職務；1933年4月4日，艾德諾被正式免去市長職務，他的銀行賬戶也被凍結。此時「他沒有錢，沒有家，也沒有工作。」 在安排好家人的安全後，他向本篤會的瑪利亞拉赫修道院院長求助。
1934年6月30日長刀之夜事件後，艾德諾被監禁了兩天；遭到短暫拘捕後，開始了逃亡生活。1944年7月20日發生密謀刺殺希特勒事件後，艾德諾被質疑參加其中又遭到逮捕；後來他時任中尉的兒子親自去柏林向蓋世太保申辯他父親與7月20日爆炸無關後，他終於在1944年11月26日被釋放，結束60多天的牢獄之災。
由於艾德諾敢於反對納粹希特勒，有別於與納粹時期合作的大部份官員，故於二戰後在西德初始領導人的規劃選擇上受同盟國青睞，支持他出任之後首任西德總理。

### 德國總理

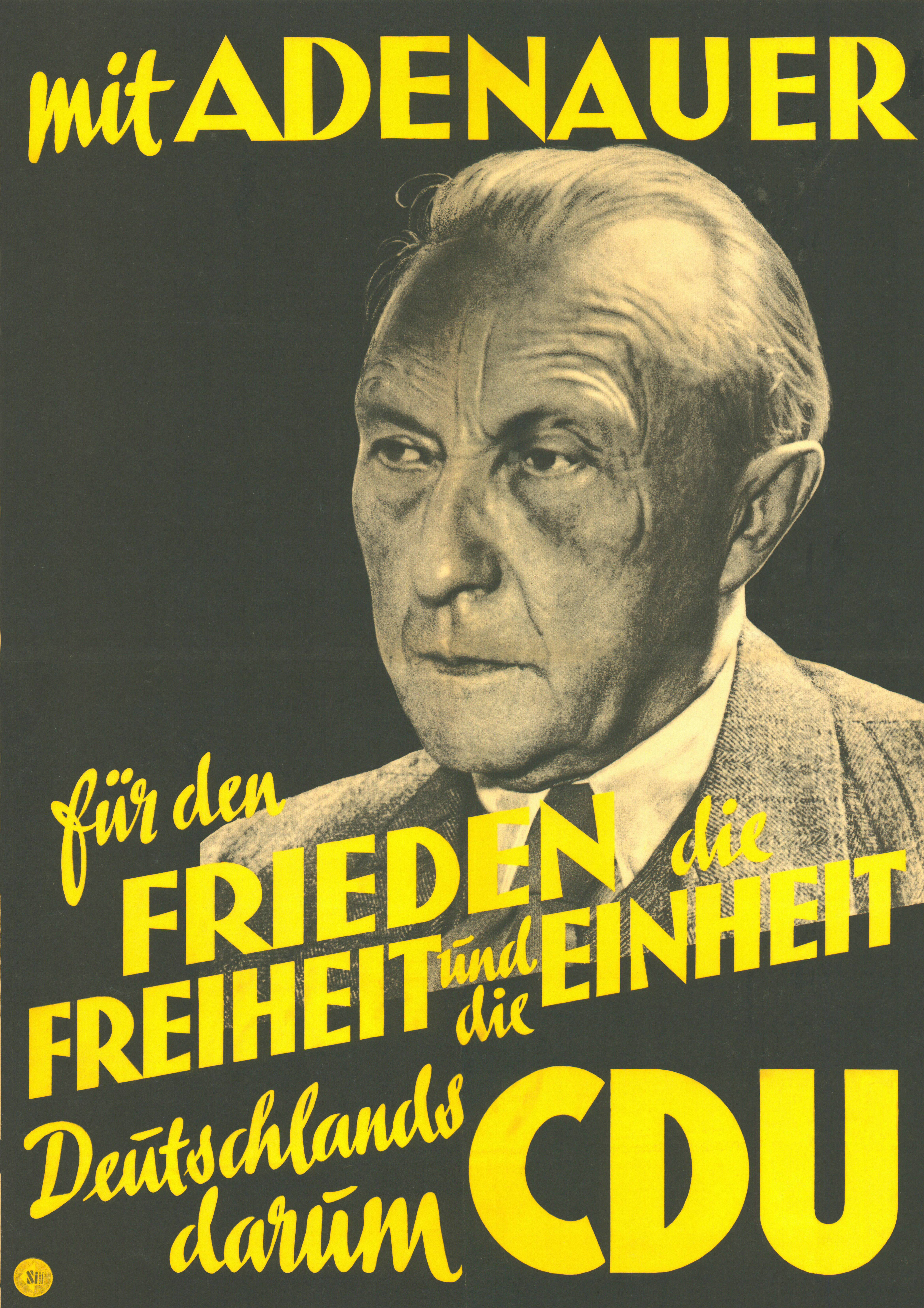
1949年大選時艾德諾的競選海報，上面寫著「和艾德諾一起為和平、自由與統一而戰」

二次大戰後科隆成為廢墟，盟軍召集政治背景無虞的艾德諾出任；但沒多久，他就因為對英國佔領區（Britische Besatzungszone）的佔領政策有所批評而遭英國佔領軍解除職務。:41
盟軍佔領德國後，准許在德國籌組民主性質的政黨。1945年6月，基督教民主聯盟（基民黨，CDU）在科隆成立，艾德諾於1946年2月起任英佔區萊茵邦的基民盟主席:704，一個月後獲選為代表英佔區各邦的黨主席:41；1950年出任基民盟联邦主席。
1949年8月15日，73岁的阿登纳以坚韧不拔的毅力参加战后西德聯邦議院第一次大选，選後基民盟及基社盟拿下31.0%選票成為最大黨。9月15日在聯邦總理的選舉中，艾德諾在自己投自己情況下以一票之差、獲得202票，以73歲高齡當選第一任聯邦联邦总理；9月20日基民盟—基社盟與自民党组成联合政府:725-726，主张西德倒向西方的同时尽量独立並保持与伙伴国的平等。

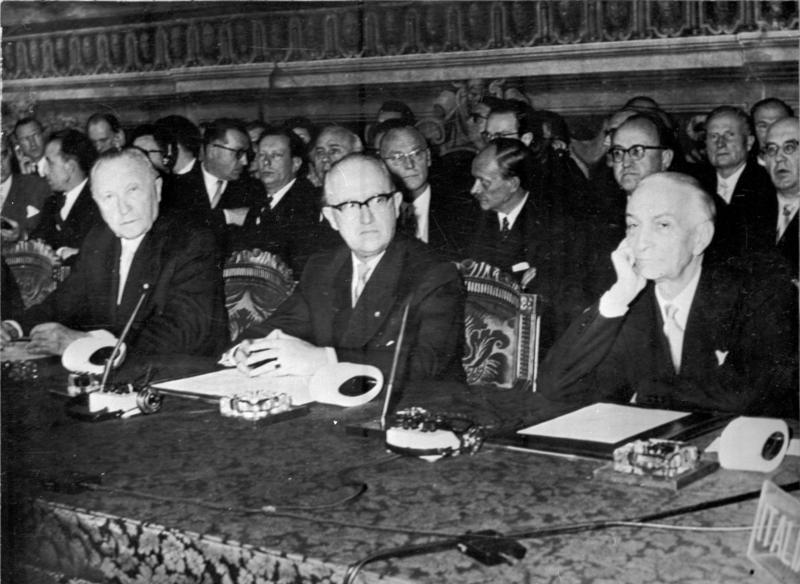
攝於1957年4月1日，時任西德總理康拉德·艾德諾、德國學者華特·霍爾斯坦和時任意大利總理安东尼奥·塞尼（前排由左至右），在意大利羅馬簽署歐盟關稅同盟及歐洲原子能共同體的相關文件。

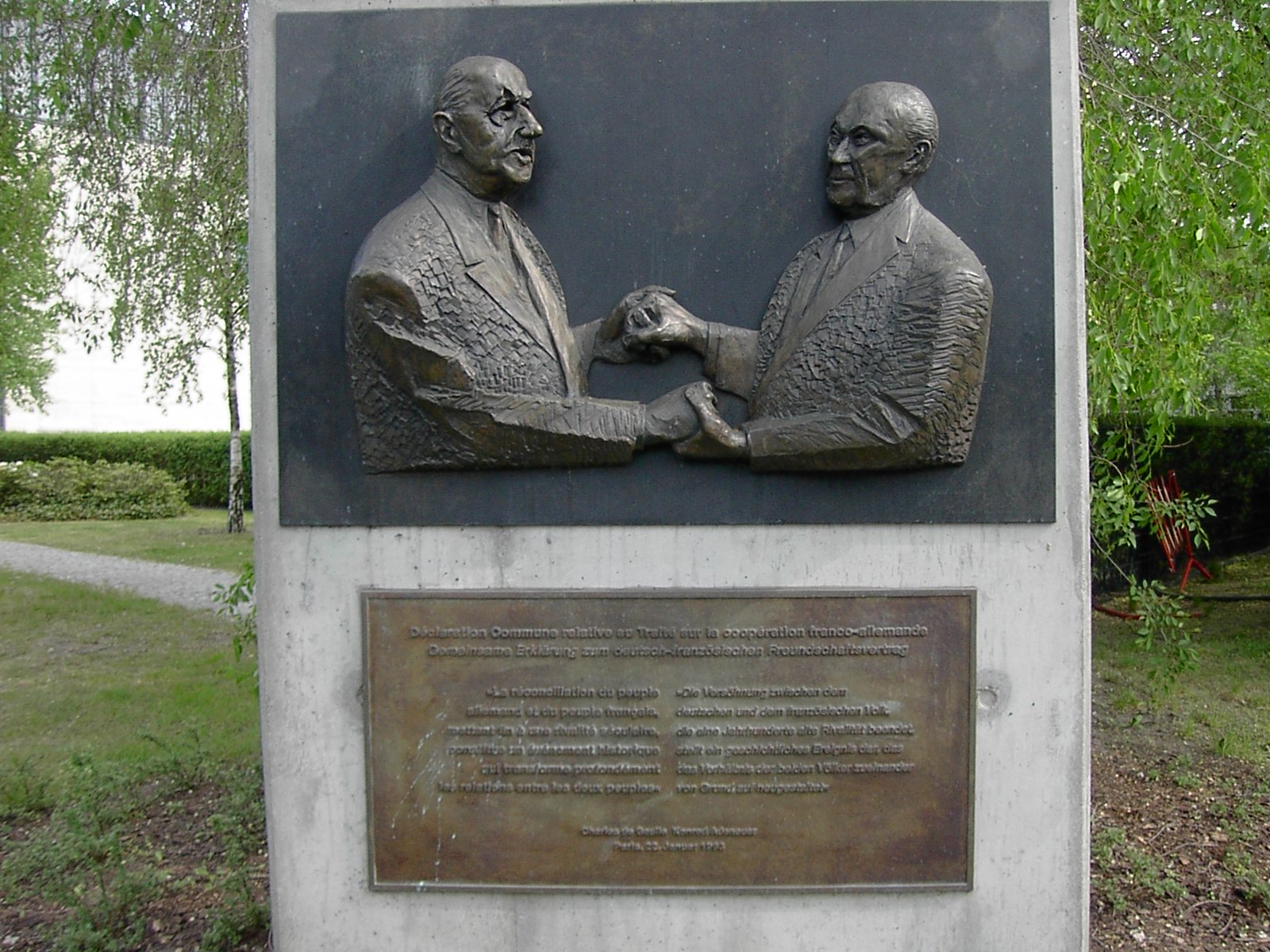
在柏林的德法關係修復紀念碑，右為艾德諾、左為戴高樂

在外交方面，1951年占領條例修正後，西德聯邦政府成立外交部，艾德諾出任西德第一任外交部長直到1955年。他在外交部長任內與法國等同盟國和解，並得到時任法國外交部長罗贝尔·舒曼善意回應，提出舒曼計劃，共同掌管成員國煤鋼工業，並免除相關關稅，並建立歐洲煤鋼共同體，促成西歐進一步經濟合作；1952年與同盟國締結波恩專約。
對法國方面，艾德諾極力修補雙方在二次大戰的破裂關係，並與法國總統戴高樂交好，德法的友好關係促成1963年簽訂德法合作條約（Élysée Treaty）。而對東德的外交政策，則奉行哈爾斯坦主義，宣示西德為德國唯一代表政權，對承認東德並建立外交關係的國家除蘇聯外予以斷交，並先後與南斯拉夫、葉門斷交。
1952年3月10日，史達林向西方列強及西德建議組成一個「中立的德國」，允許德國有微薄的軍備及在四強共同監督下成立民主體制國家，遭到西德與西方三列強反對。艾德諾認為蘇聯提出的中立化德國，最終是迎合蘇聯在中歐擴張的利益，而且與西方盟國合作的西德，勢必勝過一個軟弱、介於東西方搖擺不定的統一德國。:7411955年5月5日，《波恩專約》生效，三個占領國結束占領狀態，西德取得自主權。:743
與較積極「去納粹化」的東德不同，艾德諾反對盟軍在德國實行「去納粹化」的措施。早在1946年5月5日，他在公開演說中就反對「去納粹化」，要求不要打擾「納粹同路人」；兩個月後，在對新成立的基督教民主聯盟演說時，再度表達去納粹化已進行太久，有害無益的觀點。艾德諾認為要德國人面對納粹的罪行比較可能造成民族主義者的反彈，而非促成悔罪。:106冷戰開打後，西方同盟國停止去納粹化。西德成立後，1951年在巴伐利亞，有94%的法官、檢察官，77%的財政部職員曾是納粹黨員；1952年，波昂的外交部官員裡，有三分之一曾是納粹黨員，新成立的西德外交團，有43%曾是納粹黨衛軍成員，另有17%曾在帝國保安部或蓋世太保任職。1950年代擔任艾德諾幕僚長的漢斯·格洛布克（Hans Globke）在戰時曾針對希特勒頒布的紐倫堡法案代表官方寫了評論文章。:107-108
針對被納粹政權迫害的人，艾德諾政府分攤賠償任務，對在納粹時期由於種族、宗教和政治原因被迫害的人進行賠償。1951年9月27日，聯邦眾議院一致通過，並由政府發表聲明，準備對以色列進行賠償事宜；1952年9月10日和以色列簽訂賠償條約，西德在12年內將支付以色列30億馬克。1956年6月29日，西德制定《聯邦賠償法》，定義被納粹政權迫害的人及規範一切已在處理的事項，賠償事項包括養老金、部分補償，對於治療、疾病和劫後餘生照顧、貸款和教育都有追加補償費用。西德政府對納粹罪刑負起責任，獲得舉世讚揚，也因此獲得國際聲望:733。而東德的作法則是拒絕賠償，理由是東德不是戰敗的第三帝國之法定繼承國，而是一個德國工人和農人的國家。:733
艾德諾的親西方路線雖然曾遭在野黨社民黨抗議，其德國再建軍的政策也不被黨內同志諒解，導致內政部長古斯塔夫·海涅曼辭職以示抗議:738；然而在1953年聯邦議院選舉中，基民盟獲得45.2%選票支持，到第三屆聯邦議院選舉時，基民盟已獲得過半的50.2%選票支持，證明艾德諾政府深得民心。:738

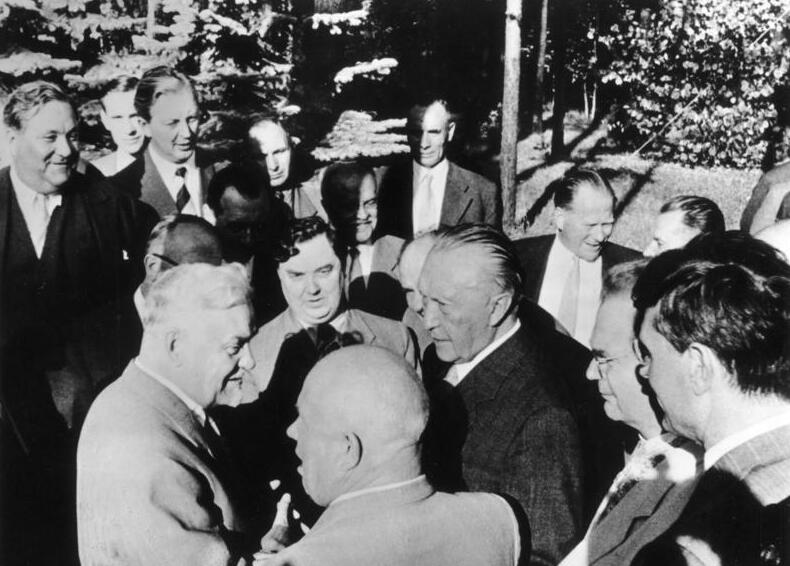
1955年9月，尼基塔·赫魯曉夫和其他蘇聯領導人在莫斯科向阿登纳致敬。

1955年夏天，蘇聯以「兩個德國」主動尋求與西德建立外交關係，獲艾德諾同意；1955年9月9日至9月13日艾德諾率團訪問莫斯科，商談兩國建交及互換大使事宜。:745-746
1955年11月，西德建立國防軍；1956年7月21日制定《兵役法》。
艾德諾在1949年、1953年、1957年、1961年的聯邦議會選舉中獲得勝利，四度出任德國總理，擔任長達14年，實際掌權時間超過整個威瑪共和國立國時期；該紀錄直至1998年才被同为基民盟的科尔（1982-1998）打破。

### 下台
從1959年左右，艾德諾的威信開始下滑。1961年基民盟／基社盟在聯邦議院选举中，雖然仍為最大黨，但成績不理想，年事已高的艾德諾只得與自民黨（FDP）組織聯合政府，:770於期中辭去總理職務。
同年東德興建柏林圍牆，艾德諾雖然對柏林圍牆的興建提出強烈抨擊，但仍對蘇聯駐西德大使保證不會做出使雙邊惡化和危及世界局勢的行為；又因沒在第一時間趕到西柏林，引起包括市長勃蘭特在內的批評。8月22日，艾德諾首度於圍牆興建後抵達西柏林，卻未受到盛大歡迎。:68
艾德諾於1963年10月15日任期中辞去总理职务，由經濟部長路德维希·艾哈德接任。1966年艾德諾辭去基民盟主席一職。
1967年4月19日下午13時21分，艾德諾因心臟病發作病逝於自宅，於科隆主教座堂舉行國葬，葬在自家附近的墓地。

## 主要政绩

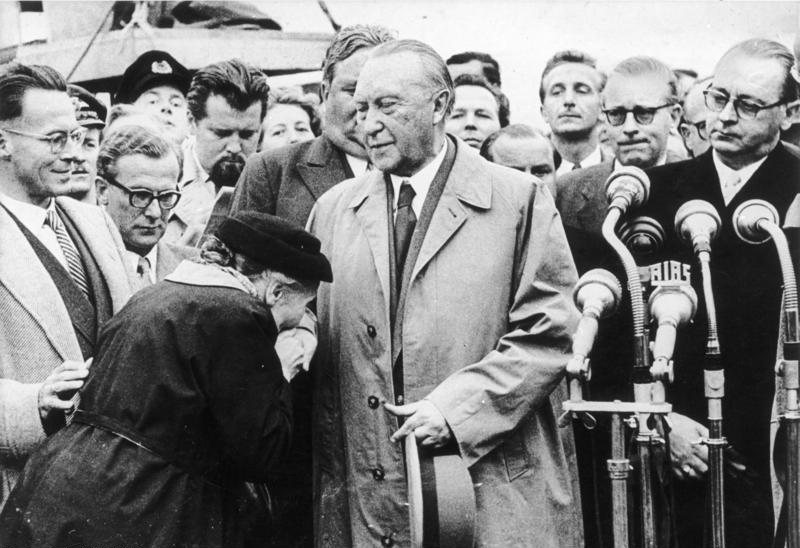
由於艾德諾訪問莫斯科，促成了大量被蘇聯俘虜的德國戰俘歸國。圖為艾德諾與一名於1955年從蘇聯帶回家的德國战俘的母親

1949年阿登纳说服同盟国不要大量拆除德国原有的工业设施，保护了战后西德近30年高速的工业成长的潜力。
1951年阿登纳与劳工阶层达成企业委员会协议，给与工人较大的决策权，保证了西德战后劳资关系的相对和谐。
1952年艾德諾拒絕了史達林所擬的「兩德統一方案」，為此遭到反對黨強烈抨擊。然而艾德諾與西方密切合作，取得西方盟國的信任，為西德爭取到自主權。:726
阿登纳推动西德1954年加入了北约。
1955年在苏联访问时，他促成了苏联释放德国战俘回德国，和苏联与西德的建交。
阿登纳和戴高乐促成了德法这两个征战数百年及两次世界大战的宿敌的和解，1963年签署的德法条约奠定欧共体合作的基础。

## 評價與其他

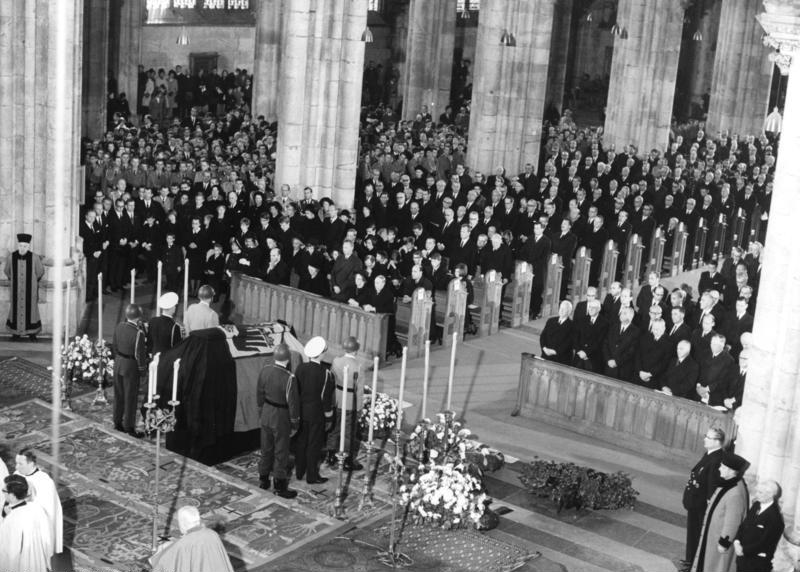
科隆大教堂中為阿登纳舉行的國葬

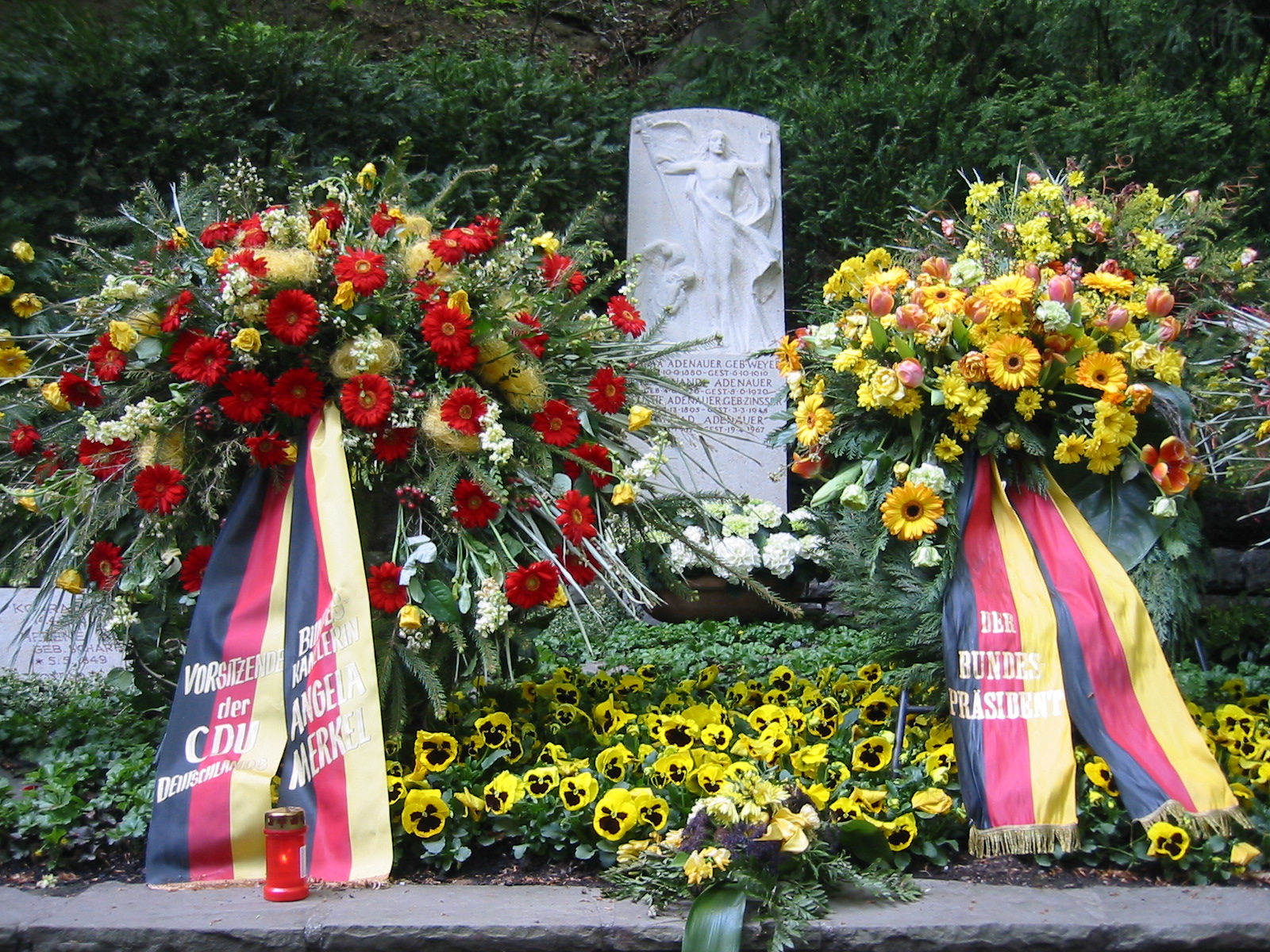
阿登纳在巴特洪内夫的墳墓

- 阿登纳於1967年4月19日在他在巴特洪内夫(Rhöndorf)的家中去世。 據他的女兒說，他的遺言是“ Da jitt et nix zo kriesche！”，科隆方言中“沒什麼可哭的！”。
- 康拉德·阿登纳在科隆大教堂的國葬有眾多國際賓客出席。 有一百個國家的代表參加[21]。
- 91岁的阿登纳去世后，很多西德民间团体表示：感谢他“为德国人民所做的一切”和他“勤奋、刚直”的品格和求实态度，他的政敌也赞赏他的“真正领导者的素质”。
- 西方评论界普遍赞誉他“以他的铁肩支撑危局，使一个战败的、几乎气息奄奄的民族经受住了考验”。
- 邱吉爾在評論世界領袖人物很少有讚美之詞，但他在1953年卻對英國下院說：艾德諾是「俾斯麥以來最英明的德國政治家」。[22]:168
- 艾德諾與盟國的合作，曾遭到德國人的刺耳意見。對此艾德諾表示：「他們到底以為是誰打了敗仗？」。[22]:181
- 《紐約時報》記者索爾茲柏里曾在波昂問艾德諾，誰是他見過最偉大的人物。艾德諾走到辦公室旁，拿起一張嵌在鏡框裡杜勒斯的照片，對索爾茲柏里說：「在這裡」。索爾茲柏里問他為什麼是杜勒斯，艾德諾回答：「他思想清晰，有遠見，對將要發生的事總有預見，而且說話算數，信守他的諾言。」[22]:188
- 苏联人在歷數第二次世界大戰時納粹對蘇聯的暴行，總是理直氣壯并以此要求西德政府进行赔偿。艾德諾卻不吃克里姆林宮這一套，拒絕將那些卑鄙的罪行攬下來。他告訴布爾加寧和赫魯雪夫，許多德國人是反對戰爭的，並補充說他的國家在苏联軍隊的手下也苦不堪言。引起赫魯雪夫暴跳如雷稱其為挑釁。對此艾德諾提醒赫魯雪夫，他在戰前及戰爭期間兩次被納粹關進監獄，因此有充分的時間思考那些支持希特勒國家的動機。暗指1939年的《莫洛托夫-里賓特洛甫條約》。至此赫魯雪夫道德說教的氣泡被捅破了，不再堅持原來的態度。[22]:192-193
- 殷海光於〈自由中國之路〉一文稱：「自由西德不曾像我們這裡的『領導中心』藉『反共抗俄』來壓制民主自由；自由西德不曾像我們這裡的『領導中心』一年到頭空喊口號濫貼標語；自由西德更不曾藉反共為名把社會生機斲喪殆盡。恰恰相反，自由西德十年來在艾德諾和愛爾哈特（Erhart）的負責之下，迅速走上復興之途。現在，西德經濟力量之暢茂，僅次於美國。在短短十年之間，自由西德已成一片民主、幸福、康樂之土。」[23]:1125-1126
- 2003年11月28日德國電視二台投票评选最伟大的德国人，阿登纳当选第一。

## 荣誉

### 官方奖勋
- 普魯士王國
  -  战争援助十字勋章（德语：Verdienstkreuz für Kriegshilfe）（1917年）
  -  白丝带铁十字勋章（德语：白丝带铁十字勋章）（1918年）
  -  四级红鹰勋章（1918年）
- 奥地利
  - 奥地利共和国服务荣誉勋章（德语：Ehrenzeichen für Verdienste um die Republik Österreich (1922)）（1927年）
  -  大绶金质奥地利共和国服务荣誉勋章（英语：Decoration of Honour for Services to the Republic of Austria）（1956年）
- 德国
  -  特制大十字级德国功绩勋章（1954年1月）
  -  巴伐利亚功绩勋章（德语：Bayerischer Verdienstorden）（1958年5月）
- 巴西
  -  大十字级南十字勋章（英语：Order of the Southern Cross）（1953年7月）
- 秘魯
  -  大十字级秘鲁太阳勋章（1953年）
- 阿根廷
  -  大十字级五月勋章（1953年）
- 哥伦比亚
  -  杰出大十字级博亚卡勋章（英语：Order of Boyacá）（1953年）
- 義大利
  -  大十字级意大利共和国功绩勋章（1953年）
- 希腊
  -  大十字级乔治一世皇家勋章（英语：Order of George I）（1954年）
- 墨西哥
  -  大十字级阿兹特克雄鹰勋章（1955年）
- 梵蒂冈
  -  金马刺教宗骑士团勋章（1956年1月17日）
  -  基督最高教宗骑士团勋章（1963年9月12日）
- 葡萄牙
  -  大十字级基督军事勋章（英语：Military Order of Christ）（1956年）
- 比利时
  -  大十字级利奥波德勋章（1956年）
- 英国
  -  圣米迦勒及圣乔治勋章（1956年）
- 冰島
  -  大十字级猎鹰勋章（英语：Order of the Falcon）（1956年）
- 盧森堡
  -  大十字级栎树王冠勋章（1957年）
- 荷蘭
  -  大十字级荷兰之狮勋章（英语：Order of the Netherlands Lion）（1960年）
- 日本
  -  勋一等旭日大绶章（1960年）
  -  勲一等旭日桐花大綬章（1963年）
- 法國
  -  大十字级法国荣誉军团勋章（1962年）

### 荣誉公民
- 巴特洪内夫荣誉市民
- 巴登-巴登荣誉市民
- 柏林荣誉市民
- 波恩荣誉市民
- 科隆荣誉市民
- 特里尔荣誉市民
- 科隆大学荣誉公民
- 卡代纳比亚荣誉市民

## 阿登纳基金会
康拉德-阿登纳基金会（Konrad-Adenauer-Stiftung）1962年成立，是有基民盟背景的政治性基金会，宗旨之一是向德国内外的优秀青年提供奖学金，培养学术人才和领导人才，并设立有“优秀人才培养研究所”（Institut für Begabtenförderung），负责管理奖学金。

## 著作
- 阿登纳四卷回忆录在1965至1968年出版。

## 延伸阅读
- Ahonen, Pertti. . Central European History. March 1998, 31 (1): 31–63. JSTOR 4546774. doi:10.1017/S0008938900016034 .
- Cudlipp, E. Adenauer (1985)
- Epstein, Klaus. . The Review of Politics. October 1967, 29 (4): 536–545. doi:10.1017/s0034670500040614.
- Frei, Norbert. . New York: Columbia University Press. 2002. ISBN 0-231-11882-1.
- Gaddis, John Lewis. . New York: Oxford University Press. 1998. ISBN 978-0-19-878070-0.
- Goda, Norman J. W. . Cambridge: Cambridge University Press. 2007. ISBN 978-0-521-86720-7.
- Granieri, Ronald J. . New York: Berghahn Books. 2004. ISBN 978-1-57181-492-0.
- Heidenheimer, Arnold J. Adenauer and the CDU: the Rise of the Leader and the Integration of the Party (1960)
- Herf, Jeffrey. . Cambridge: Harvard University Press. 1997. ISBN 0-674-21303-3.
- Hiscocks, Richard. The Adenauer Era (1966)
- Large, David Clay. . Chapel Hill: University of North Carolina Press. 1996. ISBN 0-8078-4539-6.
- Mitchell, Maria. . Ann Arbor: University of Michigan Press. 2012. ISBN 978-0-472-11841-0.
- Rovan, Joseph. Konrad Adenauer (1987) 182 pages excerpt and text search
- Schwarz, Hans-Peter. . Oxford: Berghahn Books. 1995. ISBN 1-57181-870-7.
  - Schwarz, Hans-Peter. . Providence: Berghahn Books. 1997. ISBN 1-57181-960-6.
- Williams, Charles. . Wiley. 2001. ISBN 978-0471407379.
- "Konrad Adenauer" in Encyclopædia Britannica (Macropedia) © 1989
- Tammann, Gustav A. and Engelbert Hommel. (1999). Die Orden und Ehrenzeichen Konrad Adenauers = The orders and decorations awarded to Konrad Adenauer. Bad Honnef, ISBN 3-9806090-1-4.